# Songs of Cinema
Songs of Cinema è un album in studio del cantante statunitense Michael Bolton, pubblicato nel 2017.

## Tracce
1. Beauty and the Beast (featuring Deborah Sasson) – 3:09
2. When a Man Loves a Woman (2017 version) – 3:56
3. Stand by Me – 2:57
4. I Got a Woman – 3:21
5. I Will Always Love You (featuring Dolly Parton) – 3:36
6. Old Time Rock and Roll – 3:07
7. I Heard It Through the Grapevine – 4:06
8. Cupid – 3:10
9. Somewhere Over the Rainbow – 3:28
10. As Time Goes By – 3:17
11. Jack Sparrow – 1:43